# Манзий, Владимир Данилович
Владимир Данилович Манзий (укр. Володимир Данилович Манзій; 23 марта (4 апреля) 1884, Киев — 22 апреля 1954, там же) — украинский советский режиссёр оперы. Народный артист Украинской ССР (1940). Один из основателей украинского советского оперного театра.

## Биография
Музыкальное образование получил в Киевском музыкальном училище (1903) (ныне Киевский институт музыки имени Глиэра). В том же году впервые выступил на оперной сцене. Работал в различных русских и украинских оперных труппах, был певцом, суфлёром, дирижёром, хормейстером, с 1917 — режиссёром.
Работал в театрах Одессы, Астрахани, Пензы, Оренбурга, Харькова.
С 1928 по 1953 (с перерывом) — главный режиссёр Киевского театра оперы и балета им. Т. Г. Шевченко. В начале Великой Отечественной войны в составе основной группы работников Киевского академического театра оперы и балета им. Т. Шевченко был эвакуирован в Уфу, затем в Иркутск. С августа 1941 занимался постановкой опер на сцене Башкирского театра оперы и балета.
Жена — А. Ропская, оперная певица (меццо-сопрано). Народная артистка УССР (1941).
Умер в Киеве в 1954 году. Похоронен на Байковом кладбище.

## Поставленные спектакли
- «Тарас Бульба», «Наталка Полтавка», «Утопленница» Н. Лысенко
- «Запорожец за Дунаем» С. Гулака-Артемовского,
- «Беркуты» («Золотой обруч») Б. Лятошинского (1930, первая постановка на театральной сцене),
- «Наймичка» М. Вериковского,
- «Царской невесте» Н. Римского-Корсакова),
- «Иван Сусанин» М. Глинки,
- «Лоэнгрин» Вагнера,
- опере Ж. Бизе,
- «Аида» Дж. Верди) ,
- «Князь Игорь» П. Бородина,
- «Демон» А. Рубинштейна,
- «Евгений Онегин» П. И. Чайковского,
- «Лакме» Л. Делиба,
- «Даиси» З. Палиашвили,
- «В бурю» Т. Хренникова и др.

## Награды
- Два ордена «Знак Почёта» (23.03.1936 — «за выдающиеся заслуги в деле развития украинского оперного искусства, украинской музыки, песни и танцев»[1] и 1951[2])
- Заслуженный артист Украинской ССР
- Народный артист Украинской ССР (1940)